# Cryptoraptor
Cryptoraptor (có nghĩa là "kẻ cắp bía mật") là tên không chính thức cho một nhóm hóa thạch tại New Mexico có niên đại từ thời kỳ tiền Trias ban đầu được cho là thuộc về một khủng long.